# Nederbrakel
Nederbrakel est une section de la commune belge de Brakel dans le Denderstreek située en Région flamande dans la province de Flandre-Orientale. C'était une commune à part entière avant la fusion des communes de 1971.

## Démographie

### Évolution démographique
- Sources : INS, Rem. : 1831 jusqu'en 1961 = recensements[2].

## Personnalités
- Henri de Coene, artiste-peintre né à Nederbrakel
- Luc De Hovre, prêtre jésuite né à Nederbrakel en 1926
- Albert de Vleeschauwer, homme politique né à Nederbrakel en 1898
- Maguy Hoebeke (1918-2009), artiste peintre, est née à Nederbrakel
- Triverius (né en 1504), médecin belge